# Byron Froese
Byron Froese, född 12 mars 1991, är en kanadensisk professionell ishockeyspelare som är kontrakterad till NHL-klubben Calgary Flames och spelar för deras farmarlag Stockton Heat i AHL.
Han har tidigare spelat på NHL-nivå för Montreal Canadiens, Tampa Bay Lightning och Toronto Maple Leafs och på lägre nivåer för Lehigh Valley Phantoms, Laval Rocket, Syracuse Crunch, Toronto Marlies, San Antonio Rampage och Rockford Icehogs i AHL, Cincinnati Cyclones och Toledo Walleye i ECHL samt Red Deer Rebels och Everett Silvertips i WHL.
Froese draftades i fjärde rundan i 2009 års draft av Chicago Blackhawks som 119:e spelare totalt.

## Statistik
| 2007–2008   | Pembina Valley Hawks   | MMHL        | 34  | 21 | 27  | 48  | 16  | 11 | 7  | 7  | 14 | 8  |
| 2008–2009   | Everett Silvertips     | WHL         | 72  | 19 | 38  | 57  | 30  | 5  | 0  | 3  | 3  | 4  |
| 2009–2010   | Everett Silvertips     | WHL         | 70  | 29 | 32  | 61  | 37  | 7  | 3  | 2  | 5  | 0  |
| 2010–2011   | Red Deer Rebels        | WHL         | 70  | 43 | 38  | 81  | 37  | 9  | 5  | 2  | 7  | 4  |
| 2011–2012   | Rockford Icehogs       | AHL         | 57  | 4  | 6   | 10  | 17  | —  | —  | —  | —  | —  |
|             | Toledo Walleye         | ECHL        | 3   | 1  | 1   | 2   | 2   | —  | —  | —  | —  | —  |
| 2012–2013   | Rockford Icehogs       | AHL         | 9   | 0  | 2   | 2   | 4   | —  | —  | —  | —  | —  |
|             | Toledo Walleye         | ECHL        | 38  | 12 | 21  | 33  | 12  | 6  | 2  | 4  | 6  | 6  |
| 2013–2014   | Rockford Icehogs       | AHL         | 28  | 0  | 5   | 5   | 14  | —  | —  | —  | —  | —  |
|             | Cincinnati Cyclones    | ECHL        | 25  | 11 | 10  | 21  | 20  | 23 | 8  | 17 | 25 | 20 |
| 2014–2015   | Cincinnati Cyclones    | ECHL        | 17  | 8  | 16  | 24  | 14  | —  | —  | —  | —  | —  |
|             | San Antonio Rampage    | AHL         | 3   | 0  | 0   | 0   | 2   | —  | —  | —  | —  | —  |
|             | Toronto Marlies        | AHL         | 46  | 18 | 24  | 42  | 26  | 5  | 1  | 3  | 4  | 4  |
| 2015–2016   | Toronto Maple Leafs    | NHL         | 56  | 2  | 3   | 5   | 16  | —  | —  | —  | —  | —  |
|             | Toronto Marlies        | AHL         | 4   | 3  | 0   | 3   | 0   | —  | —  | —  | —  | —  |
| 2016–2017   | Toronto Maple Leafs    | NHL         | 2   | 0  | 0   | 0   | 5   | —  | —  | —  | —  | —  |
|             | Toronto Marlies        | AHL         | 48  | 24 | 15  | 39  | 18  | —  | —  | —  | —  | —  |
|             | Tampa Bay Lightning    | NHL         | 4   | 0  | 0   | 0   | 0   | —  | —  | —  | —  | —  |
|             | Syracuse Crunch        | AHL         | 6   | 3  | 4   | 7   | 4   | 22 | 6  | 7  | 13 | 8  |
| 2017–2018   | Montréal Canadiens     | NHL         | 48  | 3  | 8   | 11  | 26  | —  | —  | —  | —  | —  |
|             | Rocket de Laval        | AHL         | 13  | 3  | 8   | 11  | 6   | —  | —  | —  | —  |    |
| 2018–2019   | Rocket de Laval        | AHL         | 46  | 14 | 16  | 30  | 23  | —  | —  | —  | —  | —  |
|             | Lehigh Valley Phantoms | AHL         | —   | —  | —   | —   | —   | —  | —  | —  | —  | —  |
| NHL totalt  | NHL totalt             | NHL totalt  | 110 | 5  | 11  | 16  | 47  | —  | —  | —  | —  | —  |
| AHL totalt  | AHL totalt             | AHL totalt  | 259 | 69 | 79  | 148 | 112 | 27 | 7  | 10 | 17 | 12 |
| ECHL totalt | ECHL totalt            | ECHL totalt | 83  | 32 | 48  | 80  | 48  | 29 | 10 | 21 | 31 | 26 |
| WHL totalt  | WHL totalt             | WHL totalt  | 212 | 91 | 108 | 199 | 104 | 21 | 8  | 7  | 15 | 8  |